# Дальневосточная навага
Дальневосто́чная нава́га, или вахня́, или тихоокеа́нская нава́га (лат. Eleginus gracilis) — морская рыба семейства тресковых. Длина до 50 см (обычно 30—35 см). Распространена в северной части Тихого океана и в Северном Ледовитом океане; в России — в морях, омывающих восточное побережье; заходит в опреснённую и даже пресную воду. Нерест — с января по март. Плодовитость от 4,9 до 680 тысяч икринок. Объект промысла.

## Описание
Максимальная длина тела дальневосточной наваги 55 см, обычно 25—35 см, масса тела до 1,3 кг. 

## Биология
Навага — холодолюбивая придонная рыба, обитает в прибрежных зонах Японского, Охотского, Берингова и Чукотского морей. Нагульный период у неё проходит летом на глубинах 30—60 м. В осенне-зимний период стаи рыб перемещаются к берегам для размножения. Некоторые косяки заходят даже в озера и устья рек.
Навага питается различными червями, ракообразными, икрой и молодью других рыб. Половозрелой становится на втором-третьем году жизни. Нерестится в январе—марте при придонной температуре воды от -0,5 до -1,9 °С. Самка вымётывает 4,9—680 тысяч икринок, которые слегка прилипают к подводным предметам. С ростом молодь становится заметнее для хищников, и ей приходится иногда искать убежище под куполом медуз цианей и аурелий.

## Хозяйственное значение
Дальневосточная навага — ценная промысловая рыба. Промысел ведётся вентерями, донными тралами, ставными и закидными неводами. Довольно широко распространён её подледный любительский лов.